# شونیچی کاوای
شونیچی کاوای (انگلیسی: Shunichi Kawai؛ زادهٔ ۳ فوریهٔ ۱۹۶۳) بازیکن والیبال اهل ژاپن بود.